# Automobil-Weltmeisterschaft 1957
Die Automobil-Weltmeisterschaft 1957 war die 8. Saison der Automobil-Weltmeisterschaft, die heutzutage als Formel-1-Weltmeisterschaft bezeichnet wird. In ihrem Rahmen wurde über acht Rennen in der Zeit vom 13. Januar 1957 bis zum 8. September 1957 die Fahrerweltmeisterschaft ausgetragen. Juan Manuel Fangio gewann zum fünften Mal die Fahrerweltmeisterschaft.
Der FIA-Ehrentitel Großer Preis von Europa wurde 1957 an den Großen Preis von Großbritannien vergeben.
Die Saison war ein fast gleichwertiger Dreikampf der Teams Maserati, Vanwall und Ferrari um die Fahrerweltmeisterschaft. Da sich Fangio trotz seines Vorjahreserfolges bei Ferrari unwohl fühlte, wechselte er zu Maserati. Deren Modell 250 F schien nun so weit ausgereift, dass es zum Titelgewinn reichen sollte. Vanwall war als drittes Team konkurrenzfähig, scheiterte aber letzten Endes an der wechselnden Tagesform, technischen Defekten und kranken Piloten.
Erstmals sah die Formel 1 einen Boykott eines Grand Prix bzw. die Absage von zwei Rennen durch die FIA wegen finanzieller Schwierigkeiten. Als großer Verlierer dieses Jahres ist Peter Collins zu sehen, der vor Beginn der Saison als WM-Favorit galt.

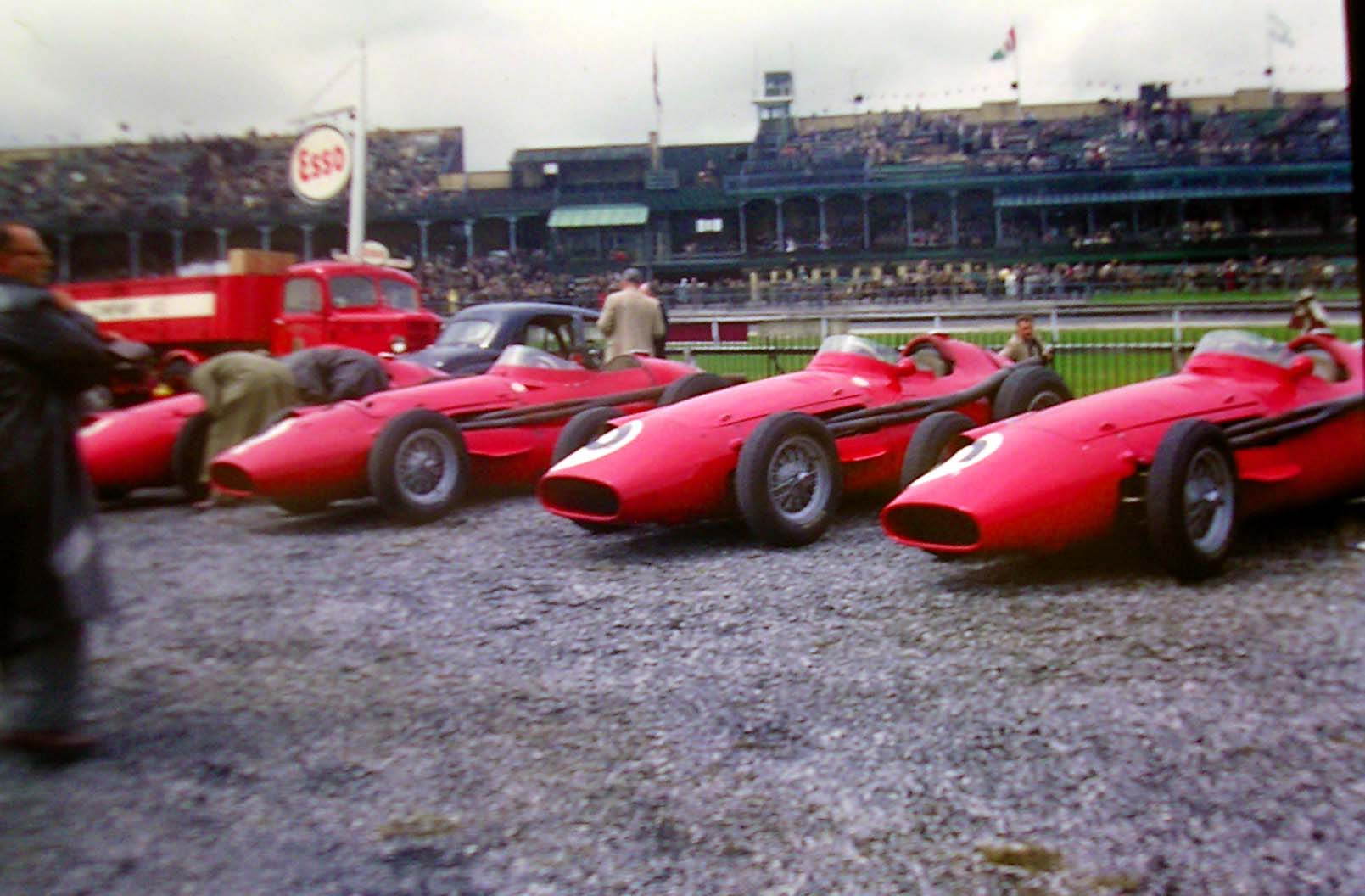
Das Maserati-Werksteam vor dem Start des GP von Großbritannien, Aintree 1957

## Rennberichte

### Großer Preis von Argentinien
| Platz | Fahrer                       | Team     | Zeit       |
| ----- | ---------------------------- | -------- | ---------- |
| 1     | Juan Manuel Fangio           | Maserati | 3:00:55,6  |
| 2     | Jean Behra                   | Maserati | + 18,3     |
| 3     | Carlos Menditéguy            | Maserati | + 1 Runde  |
| 4     | Harry Schell                 | Maserati | + 2 Runden |
| 5     | J. F. González/A. de Portago | Ferrari  | + 2 Runden |

Der Große Preis von Argentinien auf dem Autódromo Municipal Ciudad de Buenos Aires fand am 13. Januar 1957 statt und ging über eine Distanz von 100 Runden à 3,912 km, was einer Gesamtdistanz von 391,200 km entspricht.
Angesichts des sehr frühen Saisonstarts fuhren alle Teams die Vorjahreswagen mit geringfügigen Überarbeitungen. Das ganze Rennen war eine erbitterte Auseinandersetzung der beiden italienischen Hersteller Ferrari und Maserati. Moss, der hier noch ein Rennen für Maserati absolvierte, konnte aus seiner Pole-Position heraus nicht den gewünschten Erfolg erzielen, da er sich beim Start extrem verschaltete, sodass sein Getriebe empfindlich beschädigt wurde. Neben Behra hatte auch Castellotti durchaus Siegchancen, aber ein Dreher ließ ihn weit zurückfallen, bis er mit einem mechanischen Defekt aufgeben musste. (Zwei Monate später starb Eugenio Castellotti bei Testfahrten in Modena.) Nachdem der einzige Ferrari-Fahrer mit reellen Siegchancen ausgeschieden war, konnte Fangio seinen Sieg und den fast vollständigen Triumph Maseratis feiern.

### Großer Preis von Monaco
| Platz | Fahrer              | Team           | Zeit       |
| ----- | ------------------- | -------------- | ---------- |
| 1     | Juan Manuel Fangio  | Maserati       | 3:10:12,8  |
| 2     | Tony Brooks         | Vanwall        | + 25,2     |
| 3     | Masten Gregory      | Maserati       | + 2 Runden |
| 4     | Stuart Lewis-Evans  | Connaught-Alta | + 3 Runden |
| 5     | Maurice Trintignant | Ferrari        | + 5 Runden |

Der Große Preis von Monaco auf dem Circuit de Monaco fand am 19. Mai 1957 statt und ging über eine Distanz von 105 Runden à 3,145 km, was einer Gesamtdistanz von 330,225 km entspricht.
Zum ersten und einzigen Male wurde der Grand Prix von Monaco über 105 statt der üblichen 100 Runden abgehalten. Moss, der ab sofort für Vanwall fuhr, führte nach dem Start, geriet aber schon nach vier Runden in die Leitplanken; seine Verfolger Collins und Hawthorn konnten nicht mehr ausweichen und schieden ebenfalls aus. Fangios Sieg im zweiten Rennen hintereinander war somit ungefährdet. In Monte Carlo fuhr Jack Brabham erstmals den neuen, in konsequenter Leichtbauweise konzipierten Cooper T43. Er schlug sich hervorragend und lag mit dem Mittelmotor-Monoposto auf dem dritten Rang, als ihm der Treibstoff ausging. Ohne zu zögern, schob Brabham den Wagen über die Ziellinie, wo er als Sechster gewertet wurde.

### Indianapolis 500
| Platz | Fahrer       | Team                      | Zeit       |
| ----- | ------------ | ------------------------- | ---------- |
| 1     | Sam Hanks    | Salih-Epperly-Offenhauser | 3:41:14,25 |
| 2     | Jim Rathmann | Epperly-Offenhauser       | + 21,46    |
| 3     | Jimmy Bryan  | Kuzma-Offenhauser         | + 2:13,97  |
| 4     | Paul Russo   | Kurtis-Novi               | + 2:56,86  |
| 5     | Andy Linden  | Kurtis Kraft-Offenhauser  | + 3:14,27  |

Das Indianapolis 500 auf dem Indianapolis Motor Speedway fand am 30. Mai 1957 statt und ging über eine Distanz von 200 Runden à 4,025 km, was einer Gesamtdistanz von 805,000 km entspricht.
Sam Hanks, einer der erfolgreichsten amerikanischen Fahrer der 1950er-Jahre, feierte mit seinem von George Salih modifizierten Epperly-Chassis mit extrem tiefem Schwerpunkt dank des liegend eingebauten Vierzylinders einen ungefährdeten Sieg. Noch beim Siegerinterview verkündete er unter Tränen seinen Rücktritt vom Rennsport. Europäer waren nicht am Start, nachdem Giuseppe Farina seine Pläne nach dem tödlichen Unfall des Testfahrers Keith Andrews, bei dem auch der Wagen zerstört worden war, aufgegeben hatte.

### Großer Preis von Frankreich
| Platz | Fahrer             | Team     | Zeit       |
| ----- | ------------------ | -------- | ---------- |
| 1     | Juan Manuel Fangio | Maserati | 3:07:46,4  |
| 2     | Luigi Musso        | Ferrari  | + 50,8     |
| 3     | Peter Collins      | Ferrari  | + 2:06,6   |
| 4     | Mike Hawthorn      | Ferrari  | + 1 Runde  |
| 5     | Harry Schell       | Maserati | + 7 Runden |

Der Große Preis von Frankreich auf der Rennstrecke Rouen-les-Essarts fand am 7. Juli 1957 statt und ging über eine Distanz von 77 Runden à 6,542 km, was einer Gesamtdistanz von 503,734 km entspricht.
Nachdem die GPs der Niederlande und Belgiens, die für den 2. und 16. Juni vorgesehen waren, wegen finanzieller Uneinigkeiten abgesagt worden waren, kam es zu einer sechswöchigen Rennpause vor dem GP des Automobilclubs von Frankreich, der zum zweiten Mal in Rouen-les-Essarts ausgetragen wurde. Moss fehlte wegen eines Infekts und Brooks litt noch an den Verletzungen seines Le-Mans-Unfalls, sodass Roy Salvadori von B.R.M. zu Vanwall wechselte. Seinerseits ersetzte ihn der US-Amerikaner Herbert MacKay-Fraser, der im Rennen zunächst für die Überraschung sorgte. Fangio konnte die Pole-Position nicht direkt umsetzen und wurde von den Blitzstartern Musso und Behra überrumpelt. Hinter Collins und Schell hatte sich da schon MacKay-Fraser vom 12. Startplatz nach vorn katapultiert. Es sah überraschend gut für B.R.M. aus, doch ein „Highspeedcrash“ seines Kollegen Flockhart, bei dem der Pilot unverletzt blieb, und das Abscheren der Antriebswelle bei MacKay-Fraser sorgten wieder einmal für eine „Denkpause“ des Teams. Ab der vierten Runde war Fangio der Sieg nicht mehr zu nehmen, während Collins die meisten anderen überholen konnte. MacKay-Fraser starb nur wenige Tage nach dem GP von Frankreich bei einem Formel-2-Rennen auf einem Lotus in Reims.

### Großer Preis von Großbritannien
| Platz | Fahrer                    | Team          | Zeit       |
| ----- | ------------------------- | ------------- | ---------- |
| 1     | T. Brooks/S. Moss         | Vanwall       | 3:06:37,8  |
| 2     | Luigi Musso               | Ferrari       | + 25,6     |
| 3     | Mike Hawthorn             | Ferrari       | + 42,8     |
| 4     | M. Trintignant/P. Collins | Ferrari       | + 2 Runden |
| 5     | Roy Salvadori             | Cooper-Climax | + 5 Runden |

Der Große Preis von Großbritannien auf dem Aintree Circuit fand am 20. Juli 1957 statt und ging über eine Distanz von 90 Runden à 4,828 km, was einer Gesamtdistanz von 434,520 km entspricht. Der Grand Prix trug auch den FIA-Ehrentitel Großer Preis von Europa.
Beide Vanwall-Stammpiloten kehrten mit viel Furore in die Saison zurück. Während sie mit dem ersten (Moss) und dritten Startplatz (Brooks) gute Startplatzierungen erzielten, schwächelten Fangio und die Maseratis in ungewohnter Weise. Zeitweilig lagen vier britische Piloten zur Freude des heimischen Publikums auf den ersten fünf Rängen. Behra, der zu Anfang sogar führte, schied wie Fangio durch einen technischen Defekt aus. Dadurch siegte Moss, der nach Fehlzündungen Brooks’ Wagen übernommen hatte, als erster britischer Pilot auf einem heimischen Monoposto bei einem Weltmeisterschaftsrennen. Daneben ging ein wenig unter, dass Salvadori die ersten Punkte für den neuen Cooper-Climax erzielt hatte.

### Großer Preis von Deutschland
| Platz | Fahrer             | Team     | Zeit      |
| ----- | ------------------ | -------- | --------- |
| 1     | Juan Manuel Fangio | Maserati | 3:30:38,3 |
| 2     | Mike Hawthorn      | Ferrari  | + 3,6     |
| 3     | Peter Collins      | Ferrari  | + 35,6    |
| 4     | Luigi Musso        | Ferrari  | + 3:37,6  |
| 5     | Stirling Moss      | Vanwall  | + 4:37,5  |

Der Große Preis von Deutschland auf dem Nürburgring fand am 4. August 1957 statt und ging über eine Distanz von 22 Runden à 22,180 km, was einer Gesamtdistanz von 487,960 km entspricht.
Von manchen Rennsporthistorikern und Journalisten wird dieses Rennen als das „größte aller Zeiten“ beschrieben. Hatten die Vanwall-Piloten in Aintree ihre Chance gehabt, so erhielten hier die Ferrari- und Maserati-Piloten ihre Revanche. Bereits in der Startaufstellung waren sie allesamt besser platziert. Fangio erkämpfte die Pole-Position und stritt fortan mit Hawthorn und Collins um die Führung, die er bis zur Mitte des Rennens behauptete. Dann machte er einen notwendigen Boxenstopp, denn der Tankinhalt des Maserati reichte nicht für die ganze Renndistanz. Die Hinterreifen wurden gewechselt. Vielleicht wiegte er auch durch bewusstes Verzögern die Ferrari-Crew in Sicherheit; „… er schien nicht mehr in den Spitzenkampf eingreifen zu wollen“, sagt Richard von Frankenberg in seinem Buch Die großen Fahrer unserer Zeit. Nach zwei Runden, in denen er ein eher mäßiges Tempo anschlug, fuhr er nun eine Rekordrunde nach der anderen. Fangio gab später zu, nie wieder ein derartiges Risiko eingehen zu wollen. So stellte er nach dem ersten Überholen von Collins am Ende der Gegengeraden den Wagen quer, um Geschwindigkeit abzubauen, und rutschte bis an den Außenrand der Strecke, blieb aber auf der Bahn. Collins konnte Fangio dadurch innen zunächst erneut überholen. Aber in den ersten Kurven der Hatzenbach fuhr Fangio dann endgültig vor. Noch in der Schlussrunde überholte er Hawthorn und gewann damit seine fünfte Weltmeisterschaft.

### Großer Preis von Pescara
| Platz | Fahrer             | Team     | Zeit      |
| ----- | ------------------ | -------- | --------- |
| 1     | Stirling Moss      | Vanwall  | 2:59:22,7 |
| 2     | Juan Manuel Fangio | Maserati | + 3:13,9  |
| 3     | Harry Schell       | Maserati | + 6:46,8  |
| 4     | Masten Gregory     | Maserati | + 8:16,5  |
| 5     | Stuart Lewis-Evans | Vanwall  | + 1 Runde |

Der Große Preis von Pescara auf dem Circuito di Pescara fand am 18. August 1957 statt und ging über eine Distanz von 18 Runden à 25,579 km, was einer Gesamtdistanz von 460,422 km entspricht.
Nachdem der belgische und der niederländische Grand Prix abgesagt worden waren, nahm die FIA ausnahmsweise den Großen Preis von Pescara in den Weltmeisterschaftskalender auf. Auf dem über 25 km langen und anspruchsvollen Kurs durch Pescara und umliegende Gemeinden hatten schon seit 1924 GP-Rennen stattgefunden. Da gegen Ferrari wegen der Mille-Miglia-Tragödie ermittelt wurde, ein Probetraining auf den Landstraßen schwierig und die Weltmeisterschaft bereits vergeben war, lehnte Enzo Ferrari eine offizielle Teilnahme der Scuderia Ferrari ab. Mit Mühe überzeugte ihn Musso, wenigstens als Privatier mit einem Ferrari starten zu dürfen. Als Drittplatzierter lag er zwar schnell in Führung, musste wie viele aber wegen der hohen Temperaturen mit technischem Defekt aufgeben, sodass Moss mit großem Vorsprung gewinnen konnte. Von 16 Teilnehmern kamen nur 7 ins Ziel. Noch in der Startphase gab es einen Unfall, als der Privatier Horace Gould einen Mechaniker anfuhr, der nicht schnell genug aus der Startaufstellung verschwunden war.

### Großer Preis von Italien
| Platz | Fahrer                         | Team     | Zeit       |
| ----- | ------------------------------ | -------- | ---------- |
| 1     | Stirling Moss                  | Vanwall  | 2:35:03,9  |
| 2     | Juan Manuel Fangio             | Maserati | + 41,2     |
| 3     | Wolfgang Graf Berghe von Trips | Ferrari  | + 2 Runden |
| 4     | Masten Gregory                 | Maserati | + 2 Runden |
| 5     | G. Scarlatti/H. Schell         | Maserati | + 3 Runden |

Der Große Preis von Italien fand am 8. September 1957 auf dem Autodromo Nazionale Monza statt und ging über eine Distanz von 87 Runden à 6,300 km, was einer Gesamtdistanz von 548,100 km entspricht.
Die erhöhten Steilwände waren 1957 in Monza für das Rennen gesperrt, sodass der Streckenverlauf dem heutigen ähnelte. Nach dem Pescara-Boykott von Ferrari waren nun wieder alle drei großen Teams angetreten. Auf den ersten drei Startplätzen präsentierten sich jedoch ausschließlich britische Piloten auf Vanwall: Lewis-Evans, Moss und Brooks. Fangio hingegen stand in der dritten Startreihe. Im Rennen entwickelte sich das Monza-typische Windschatten-Duell mit wechselnden Führungen. Brooks und Lewis-Evans bekamen technische Probleme, sodass der Sieg für Moss greifbar wurde. Berghe von Trips hingegen „erbte“ den dritten Platz von seinen Teamkollegen Collins und Hawthorn, die beide mit Motor- bzw. Ölpumpenproblemen scheiterten.

## Fahrerwertung
| Pos. | Fahrer             | Konstrukteur              | Punkte  |
| ---- | ------------------ | ------------------------- | ------- |
| 1    | Juan Manuel Fangio | Maserati                  | 40 (46) |
| 2    | Stirling Moss      | Vanwall                   | 25      |
| 3    | Luigi Musso        | Ferrari                   | 16      |
| 4    | Mike Hawthorn      | Ferrari                   | 13      |
| 5    | Tony Brooks        | Vanwall                   | 11      |
| 6    | Masten Gregory     | Maserati                  | 10      |
| 7    | Harry Schell       | Maserati                  | 10      |
| 8    | Sam Hanks          | Salih-Epperly-Offenhauser | 8       |
| 9    | Peter Collins      | Ferrari                   | 8       |
| 10   | Jim Rathmann       | Epperly-Offenhauser       | 7       |
| 11   | Jean Behra         | Maserati                  | 6       |

| Pos. | Fahrer                | Konstrukteur           | Punkte |
| ---- | --------------------- | ---------------------- | ------ |
| 12   | Stuart Lewis-Evans    | Vanwall/Connaught-Alta | 5      |
| 13   | Maurice Trintignant   | Ferrari                | 5      |
| 14   | Wolfgang von Trips    | Ferrari                | 4      |
| 15   | Carlos Menditéguy     | Maserati               | 4      |
| 16   | Jimmy Bryan           | Kuzma-Offenhauser      | 4      |
| 17   | Paul Russo            | Kurtis-Novi            | 3      |
| 18   | Roy Salvadori         | Cooper-Climax          | 2      |
| 19   | Andy Linden           | Kurtis-Offenhauser     | 2      |
| 20   | Giorgio Scarlatti     | Maserati               | 1      |
| 21   | Alfonso de Portago    | Ferrari                | 1      |
| 22   | José Froilán González | Ferrari                | 1      |

Die ersten fünf jedes Rennens bekamen 8, 6, 4, 3 bzw. 2 Punkte, einen weiteren Punkt gab es für die schnellste Rennrunde. Die besten fünf Resultate der insgesamt acht Rennen wurden gewertet.